# Хотылёво 2
Хотылёво 2 — крупная верхнепалеолитическая стоянка в Брянской области России, которую обычно относят к культурно-исторической общности восточный граветт. Стоянка расположена на высоком мысу близ современного русла Десны, к западу от села Хотылёво, которое в свою очередь лежит в 25 км к северо-западу от города Брянска. Открыта Ф. М. Заверняевым в 1968 году.
Имеет много общих черт с другими стоянками древнего человека этой поры на Русской равнине: Костёнки I, Авдеево, Зарайск, Бердыж и Гагарино. Время существования  стоянки Хотылёво 2А, по результатам радиоуглеродного анализа, определяется промежутком от 24 до 21 тыс. л. н. (Гаврилов, Воскресенкая, 2012 С. 56-57). Кроме стоянки Хотылёво 2 основной слой к раннеосташковскому времени (26000—23000 лет назад) в центре Русской равнины относятся стоянки: Пушкари 1, Бердыж, Октябрьское 2 слой 2, Костёнки 1 слой 2 и слой 3, Костёнки 8 слой 1 и слой 1-а, Костёнки 11 слой 3, Костёнки 7, Юровичи, Радомьшль, Погон. Хотылёво 2В на основании серии радиоуглеродных анализов уверенно датируется возрастом 24—23 тыс. л. н. (Gavrilov et al., 2015).
К эпохе постмаксимума оледенения (17000—12000 лет назад) кроме Хотылево 2 верхний слой в центре Русской равнины относятся стоянки: Борщёво 2 слои 1-3, Курск 1 и Курск 2 , Шатрище 1, Заозерье 1, Тимоновка 1 комплекс 4, Тимоновка 1 комплексы 1-3, Тимоновка 2, Карачиж, Супонево, Коршево 2, Косица, Чернетово, Бугорок (Пушкари IX), Хотылёво 8, Октябрьское 1, Медвежий яр, Киевокирилловская верхний слой. Нижний и верхний верхнепалеолитические слои стоянки Хотылёво 6 соответственно древнее и моложе культурного слоя Хотылёво 2, относимого к восточному граветту.
Ф. М. Заверняев в 1969—1975, 1977 и 1981 годах изучил 554 м² памятника. После большого перерыва работы были возобновлены в 1993 году силами Института археологии РАН под руководством К. Н. Гаврилова. С этого времени раскопки продолжаются непрерывно. В настоящее время вскрыто в целом более 700 м² территории стоянки.
Коренной зуб человека современного типа из Хотылёво 2 является древнейшей находкой неоантропа в бассейне Десны. 
Стоянки Межирич, Добраничивка, Тимоновка 1, Тимоновка 2, Супонево, Ю́диново, Гонцы, Киевокирилловская, Мезин, Радомышль, Пушкари 1, Бердыж, Авдеево и Хотылёво 2 образуют Днепро-Деснинский район охотников на мамонтов.
В сентябре 2019 года экспедиция Института археологии РАН обнаружила на палеолитической стоянке Хотылёво-2 следы священного места племен, обитавших 23 тысячи лет назад. Найдена площадка, которая могла быть местом проведения ритуалов и обрядов, кострище, вкопанные фрагменты костей мамонта. Также обнаружен 16-сантиметровый артефакт из очень крупной трубчатой кости шерстистого мамонта с длинным узким телом (напоминающим костяное острие, по краям — орнамент) и асимметричным навершием.